# Гонен, Жюль
Жю́ль Гоне́н (фр. Jules Gonin; 10 августа 1870, Лозанна — май 1935, Лозанна) — швейцарский врач-офтальмолог, профессор Лозаннского университета. Родоначальник хирургического лечения отслойки сетчатки.

## Биография
Гонен родился в 1870 году в Швейцарии. В 1888 году он поступил в Лозаннский университет, который окончил с отличием. Специализацией выбрал офтальмологию и в 1896 году начал работу под руководством Марка Дюфура. В 1903 году Жюль Гонен назначен на должность приват-доцента, а в 1920 году, уже став руководителем университетской клиники, занял должность профессора в Лозаннском университете. Кроме медицины увлекался лепидоптерологией и альпинизмом, знал несколько языков. В 1928 году Жюль Гоген получил премию Марселя Бенуа — швейцарский аналог Нобелевской премии. В 1929 году разработанная им техника хирургического лечения отслойки сетчатки была признана международным профессиональным сообществом. Умер Жюль Гонен в возрасте 65 лет (1935), оставив после себя научное наследие, изменившее офтальмологию.

## Вклад в офтальмологию
На основе своих исследований Жюль Гонен пришёл к выводу, что именно разрыв сетчатки является причиной её первичной отслойки, а цель хирургического лечения — закрытие разрыва. Основанная на этом понимании хирургическая техника заключалась в следующем: после локализации разрыва сетчатки, под местной анестезией, в проекции разрыва проводился надрез конъюнктивы и перфорация склеры ножом Грефе. После подготовительного этапа проводилось прижигание пакеленом — специальным тонким инструментом, нагретым до высокой температуры. Целью операции было формирование рубца в зоне разрыва. Данный метод автор назвал игнипунктурой. Успех операции зависел от тщательной предоперационной подготовки и строгого послеоперационного постельного режима, длительностью не менее недели. С новой техникой процент успешных операций увеличился с < 5 % до 30—40 %. Методика начала применяться в 1913 году, но только в 1929 году, на Международном офтальмологическом конгрессе в Амстердаме, Жюль Гонен добился мирового признания. В 1934 году, за год до смерти, была опубликована его книга «Отслойка сетчатки: патогенез, лечение», которая увенчала работу профессора.
Нобелевский комитет рассматривал кандидатуру Гонена на присуждение премии, но рецензия Альфреда Фогта, пользовавшегося непререкаемым авторитетом, убедила организацию отложить принятие решения на 1 год. Преждевременная смерть помешала Гонену стать лауреатом. Его имя носит университетская клиника в Лозанне, а медаль Жюля Гонена за выдающуюся работу и исследования — наиболее престижная награда в офтальмологии, которую Международный совет по офтальмологии (ICO) вручает 1 раз в 4 года.